# Moa Backe Åstot
Moa Backe Åstot, född 4 juli 1998 i Malmberget, är en samisk författare.

## Biografi
Moa Backe Åstot är uppvuxen i Malmberget och bosatt i Jokkmokk. 2021 debuterade hon med ungdomsromanen Himlabrand som utspelar sig i ett samtida Sápmi. Boken handlar om 16-åriga Ánte som är renskötare och hemligt förälskad i sin bästa kompis Erik. 
| ” | Budskapet ljuder från historien till framtiden om rätten att tala sitt språk, rätten att tillhöra sitt folk och rätten att älska den man vill. Med en färgstark prosa skriver Åstot fram krocken mellan att bevara och gå framåt. I boken Himlabrand ger hon hopp om att båda är möjligt. | „ |
| – Slangbellan, juryns motivering, https://www.boktugg.se/2022/04/25/moa-backe-astot-far-debutantpriset-slangbellan-2021/ | |   |

Hon har utbildat sig på Jakobsbergs folkhögskola, där hon utvecklade manuset till debutromanen. I april 2023 kom hennes andra bok, Fjärilshjärta om 14-åriga Vilda som har bestämt sig för att lära sig mer om sin samiska identitet.

## Priser och utmärkelser
- 2015 – Lilla Erik Lindegren-priset för novellen 110 Lydia
- 2016 – Åsa Larsson-priset för novellen Noas sol
- 2017 – Gällivare kommuns ungdomskulturstipendium
- 2018 – Sveriges Radios skrivarpris Berätta en bild för novellen En liten röd droppe
- 2021 – Studieförbundet Vuxenskolans författarpris[9]
- 2021 – Slangbellan [10]
- 2022 – Norrlands litteraturpris

## Nomineringar
- 2021 – Nominerad till Augustpriset
- 2022 – Nominerad till Nordiska rådets barn- och ungdomslitteraturpris